# 요시프 슈탈로
요시프 슈탈로(크로아티아어: Josip Šutalo, 2000년 2월 28일~)는 크로아티아의 축구 선수이다. 포지션은 센터백이며, 현재 네덜란드 에레디비시의 아약스 소속으로 활동하고 있다.